# Монжуїцький цвинтар
Монжуїцький цвинтар (кат. Cementiri de Montjuïc) — некрополь у Барселоні на горі Монжуїк. 
Цвинтар займає частину гори Монжуїк (перекладається як «єврейська гора») з боку моря та побудований у вигляді терас. Монжуцький цвинтар спроектовано архітектором Леандром Альбареда. Цвинтар відкритий 17 березня 1883 року після розростання Барселони і збільшення чисельності її мешканців. 19 березня 1883 року на цвинтарі відбулось перше поховання. Нині на цвинтарі поховано багато відомих людей Каталонії.
На цвинтарі більшість поховань зроблено у бетонні ніші, які складають цілі багатоповерхові споруди. Практично всі будівлі на цвинтарі, склепи, скульптури, пам'ятники і монументи виконані в готичному стилі. 
На Монжуїцькому цвинтарі проводяться екскурсії, але фотографувати офіційно заборонено.

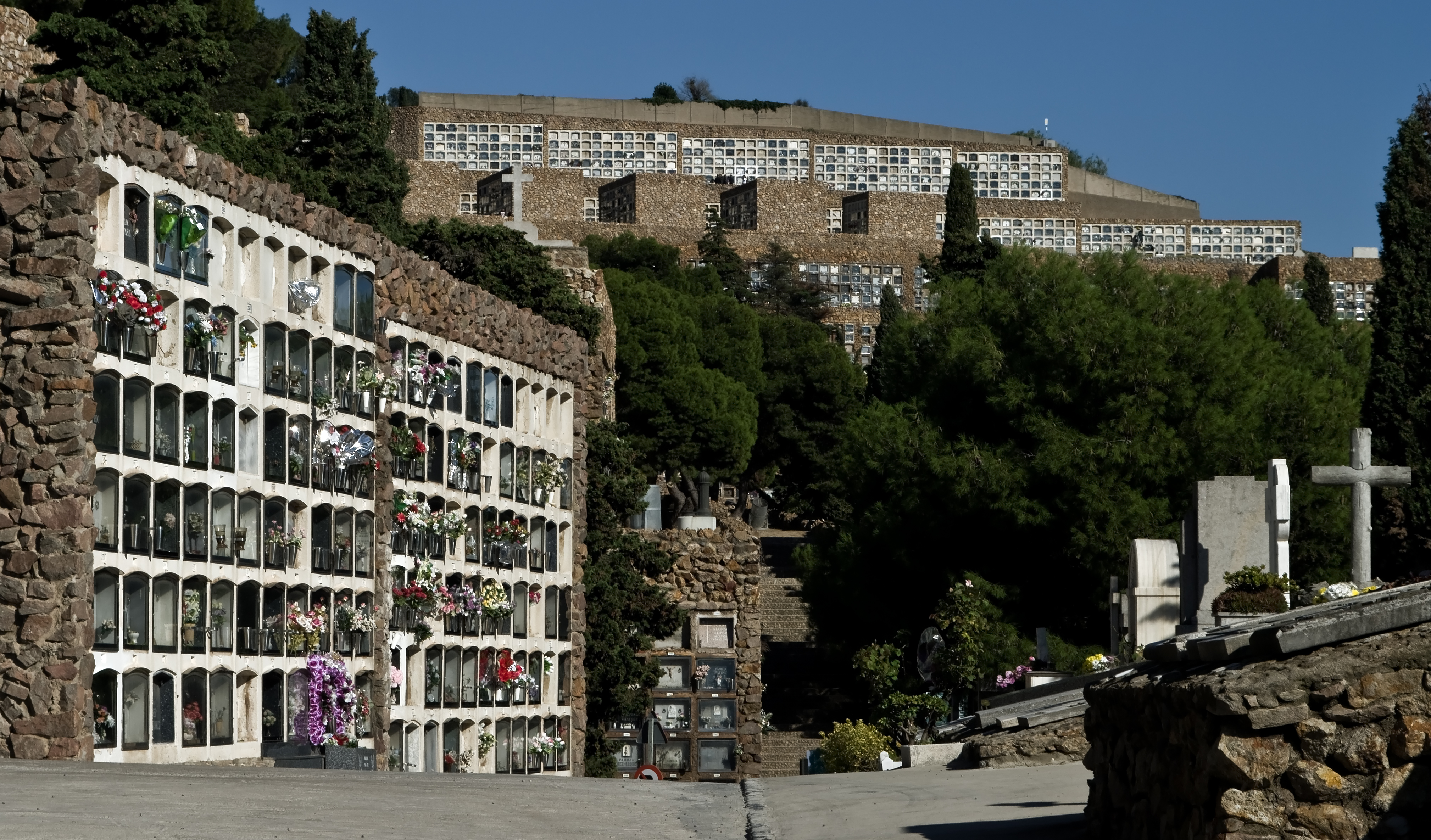

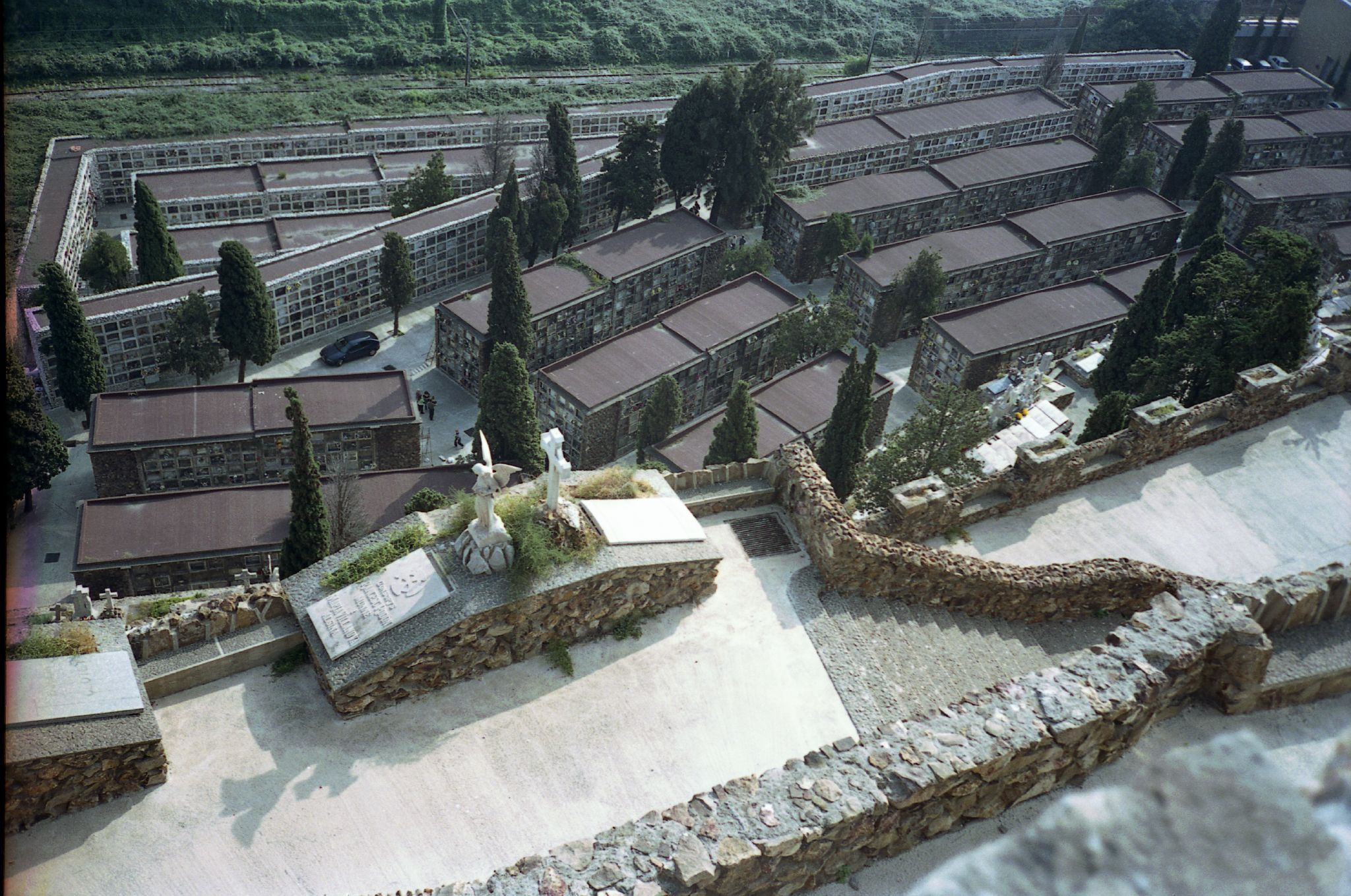

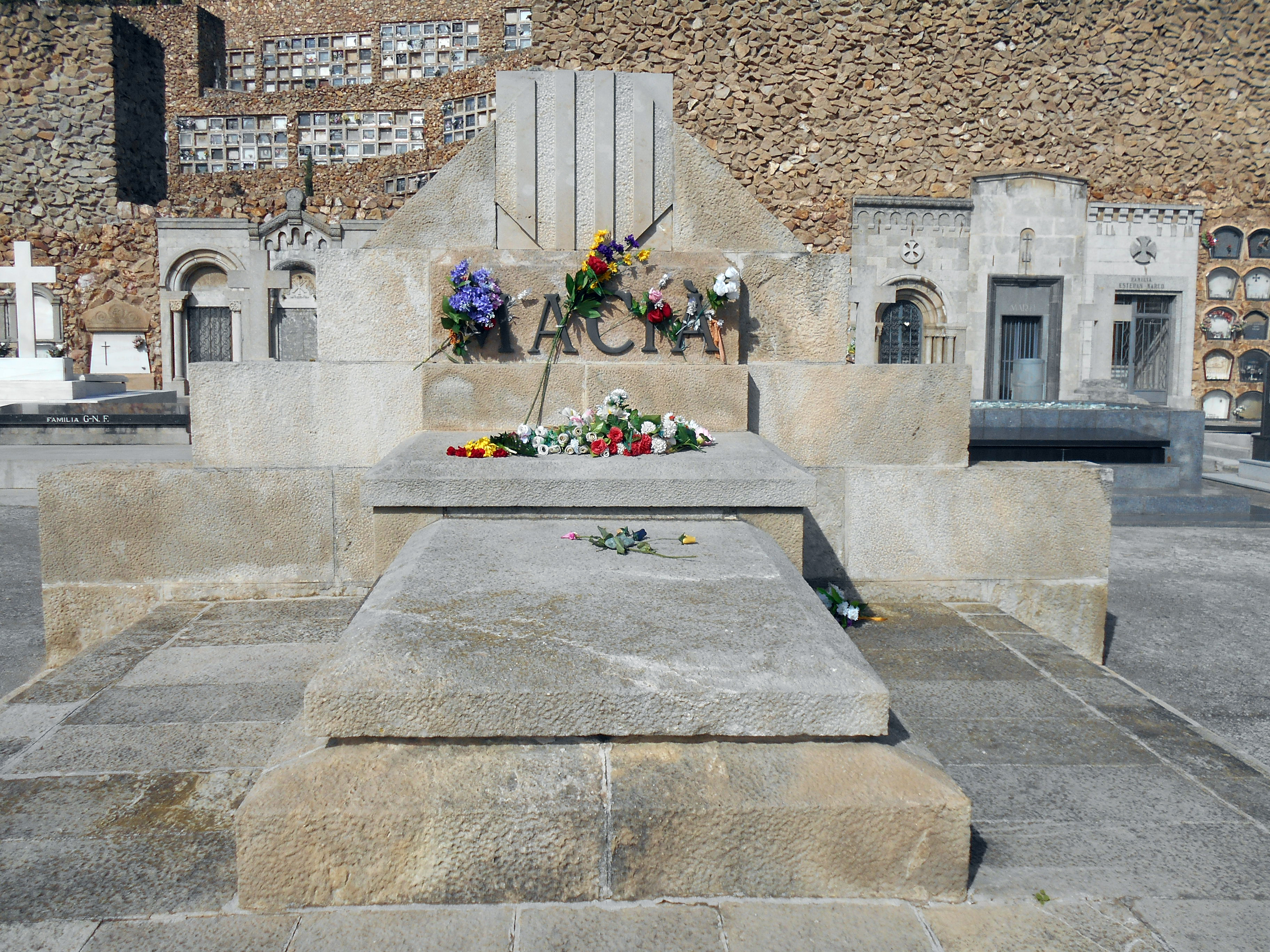

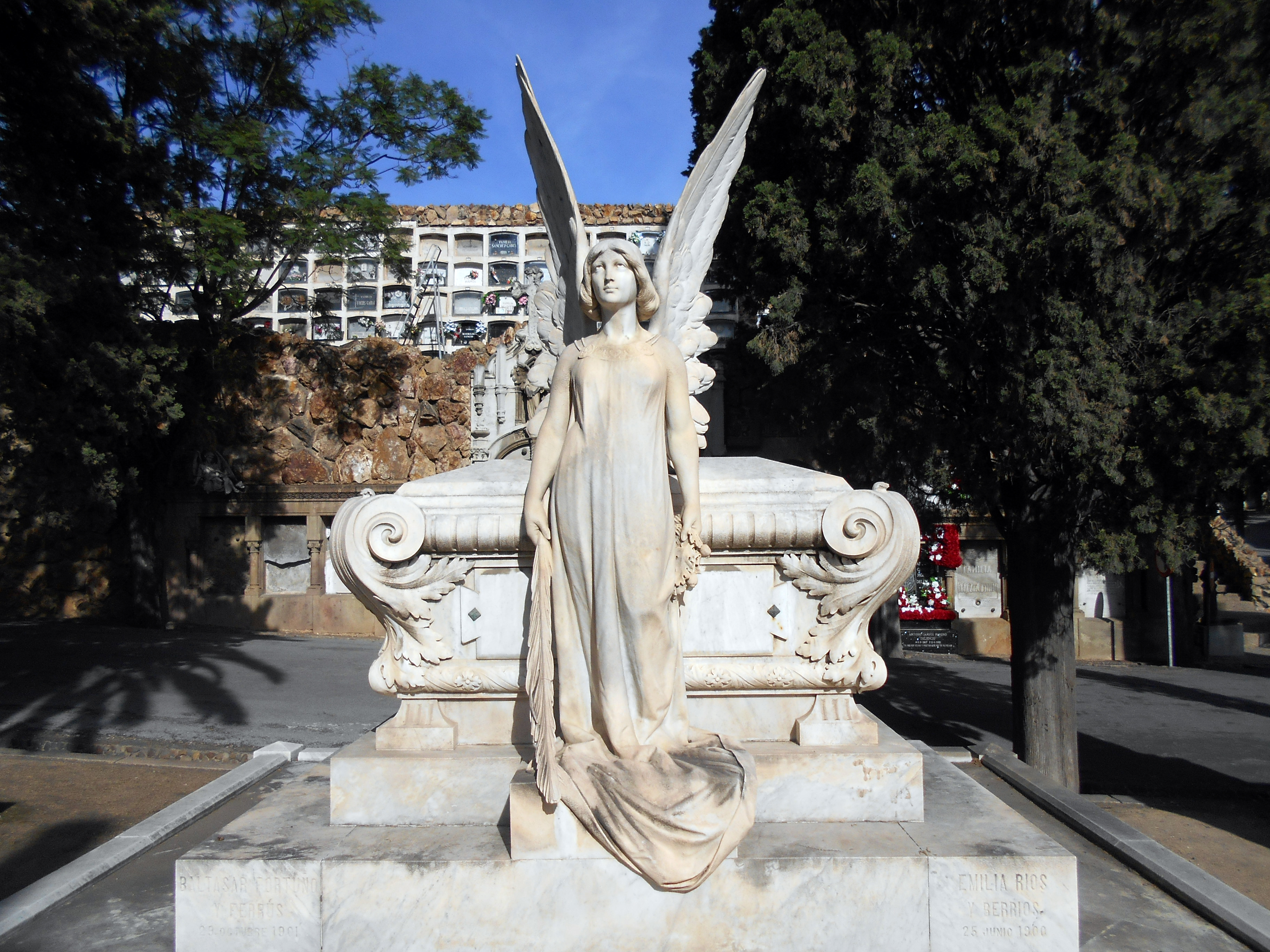

## Світлини

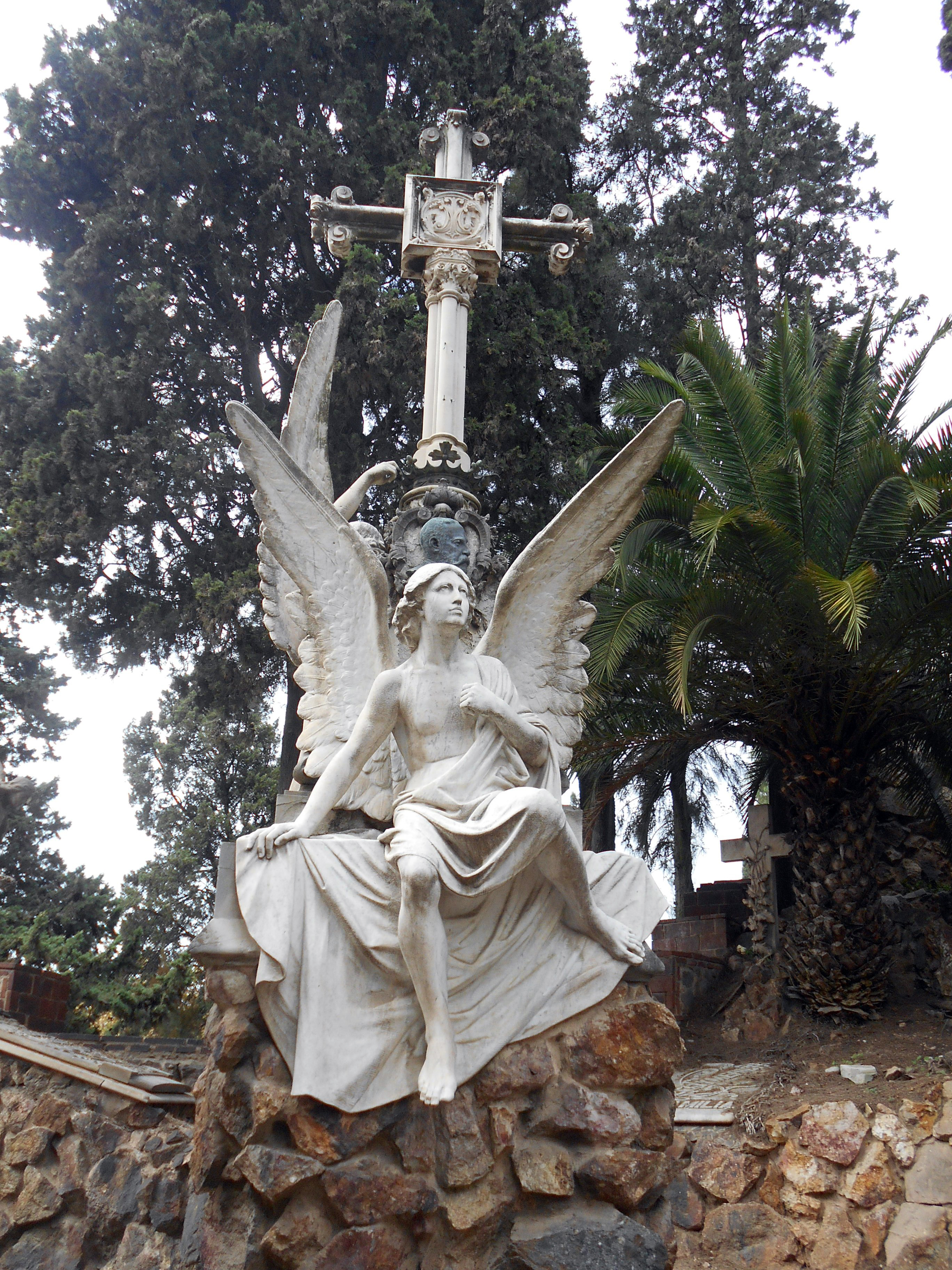
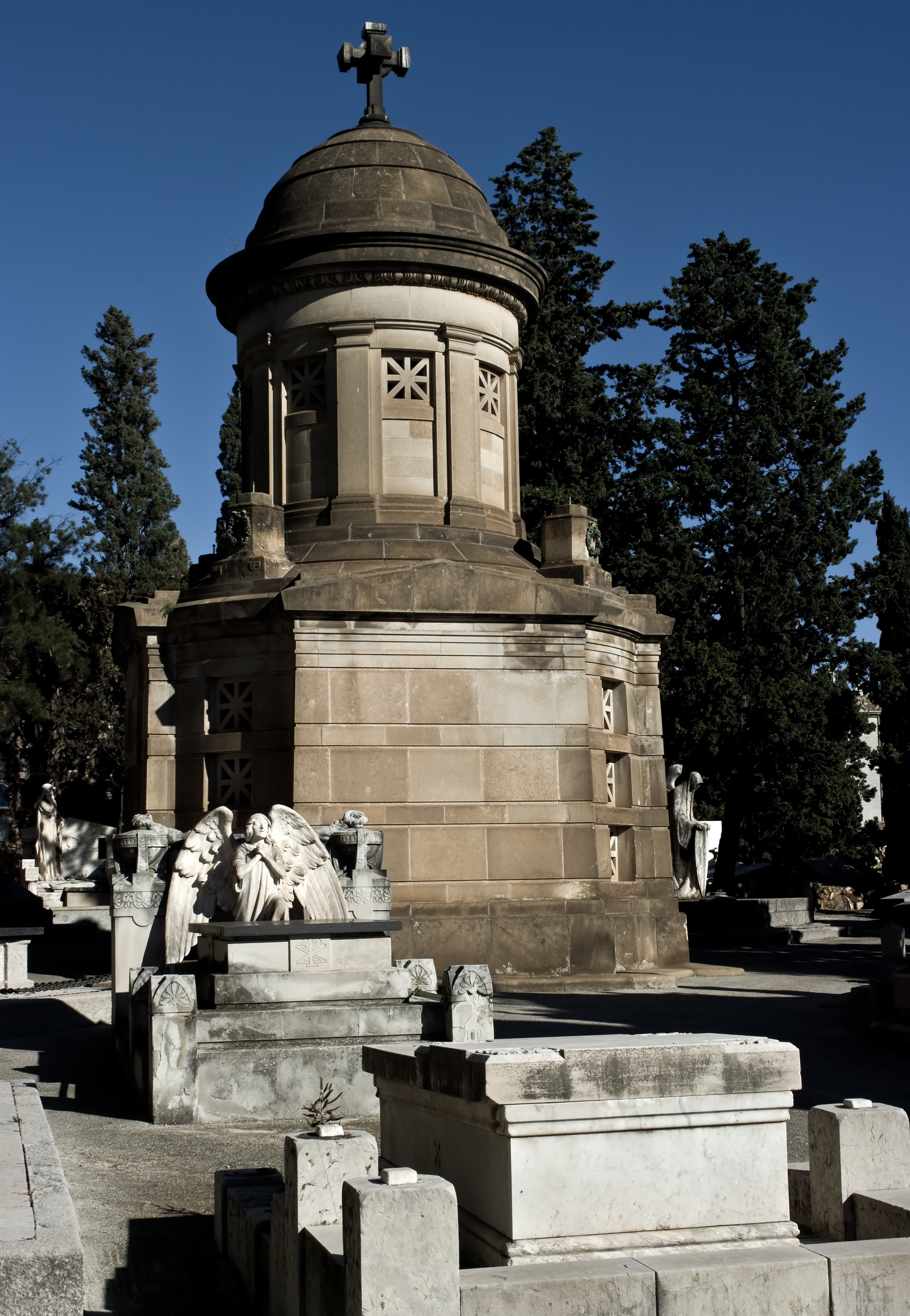
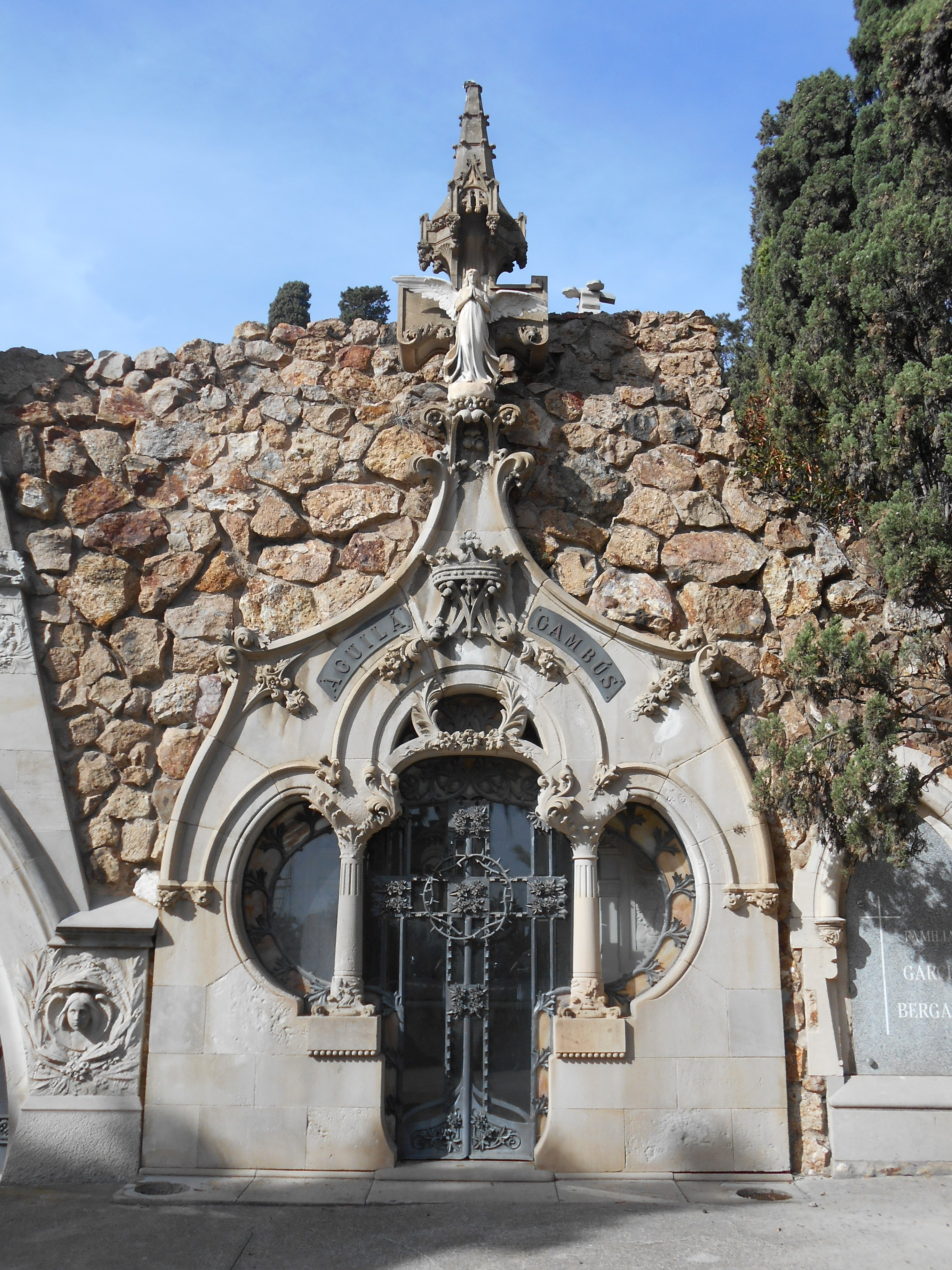
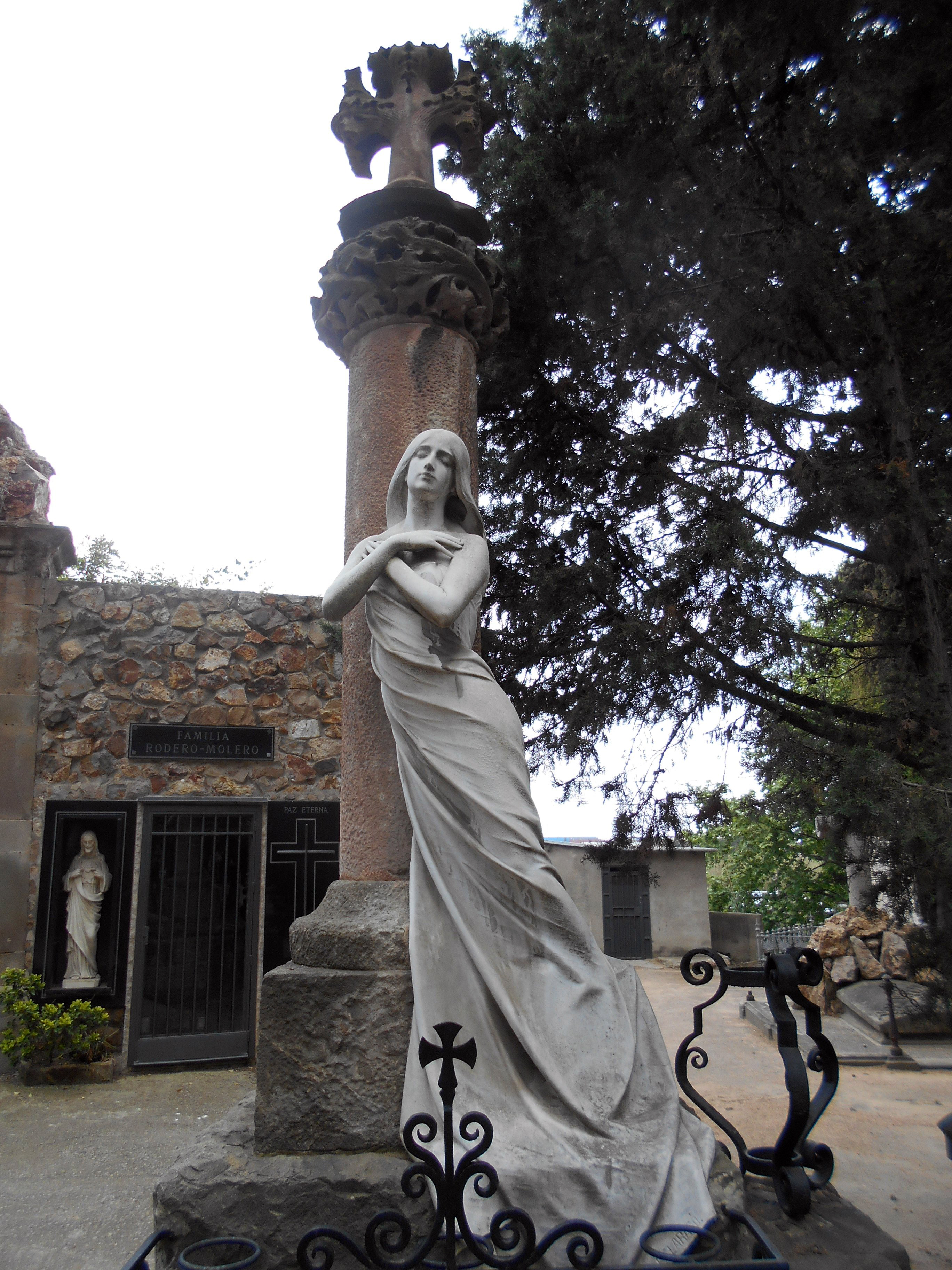
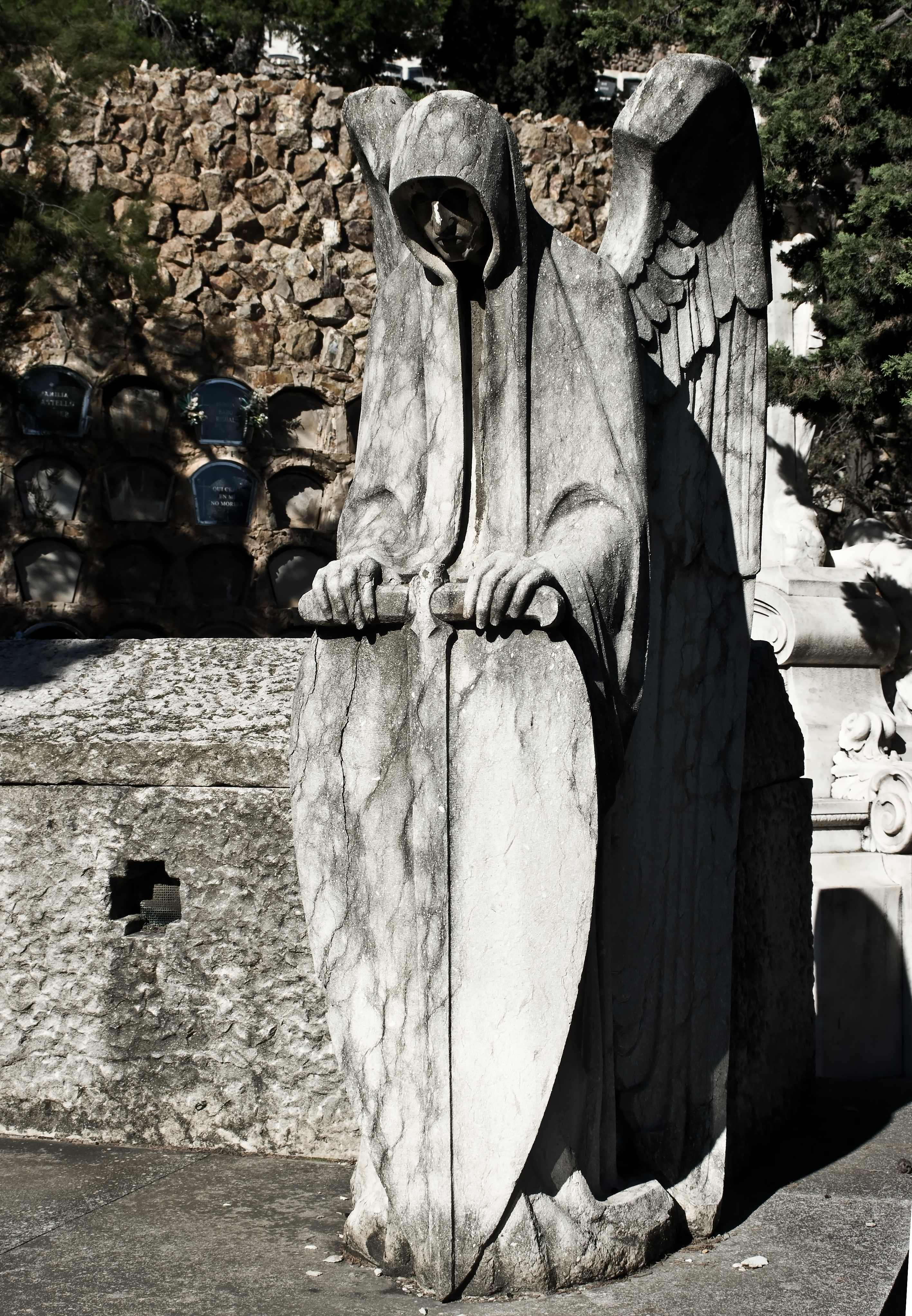
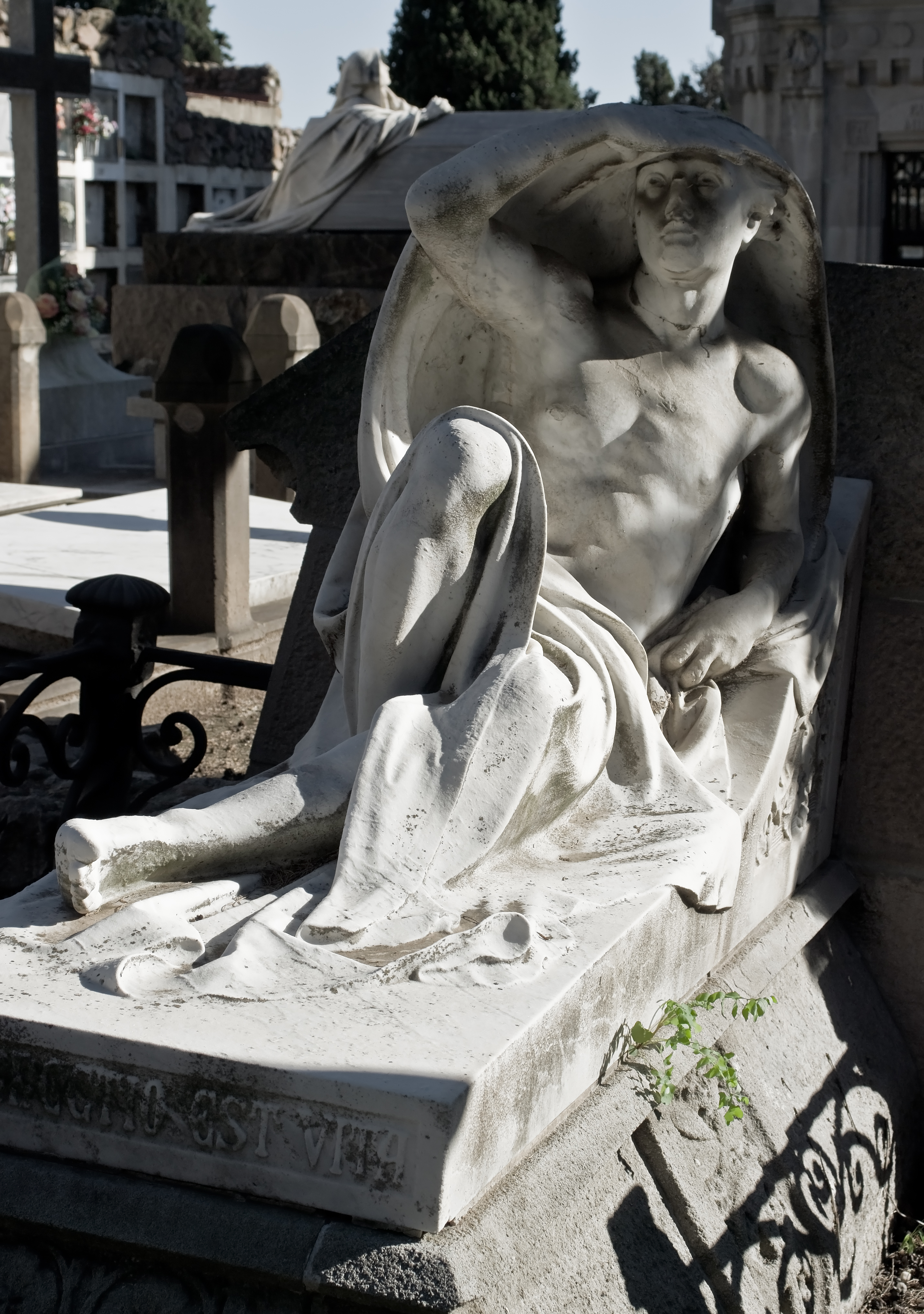
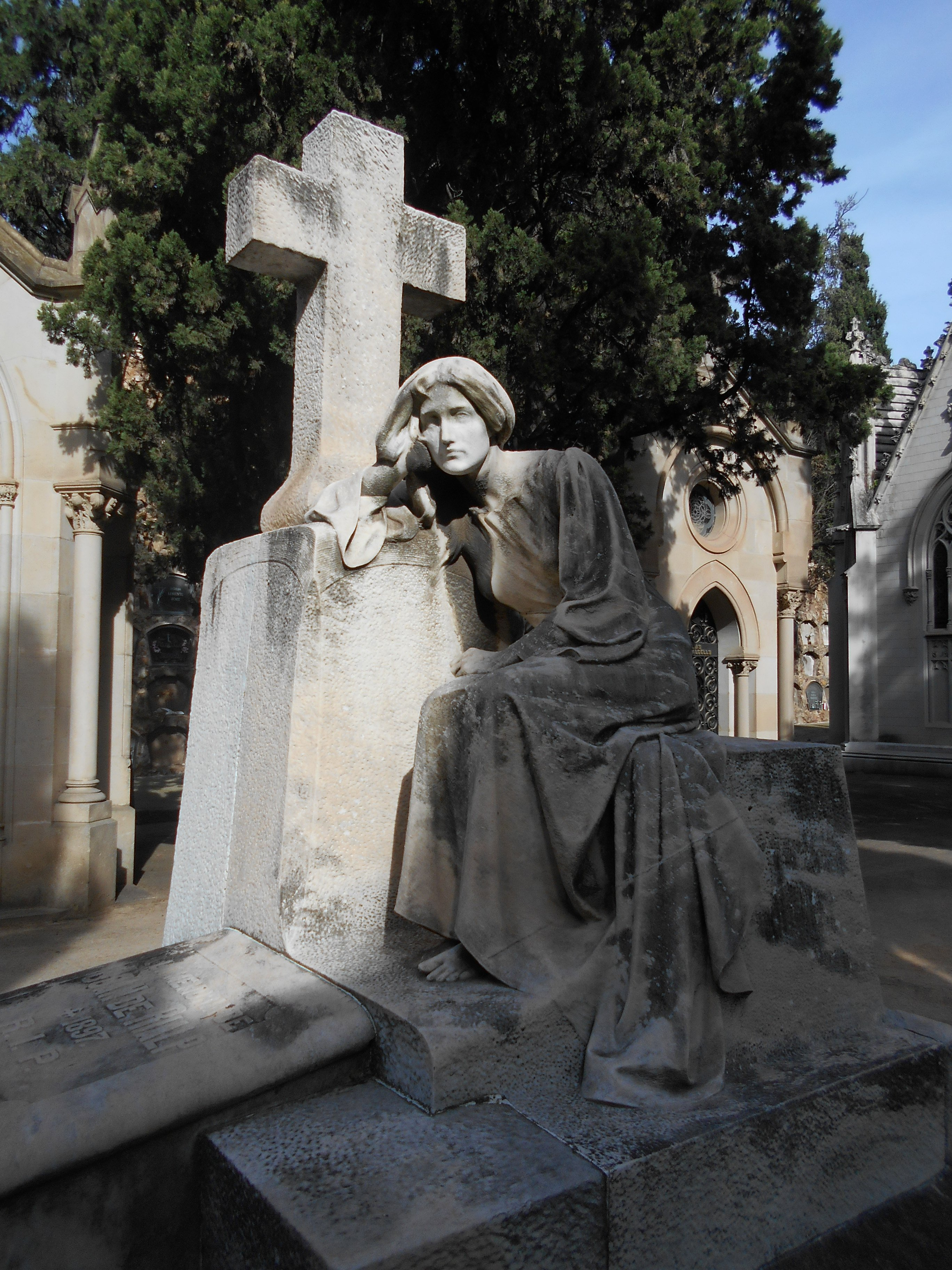
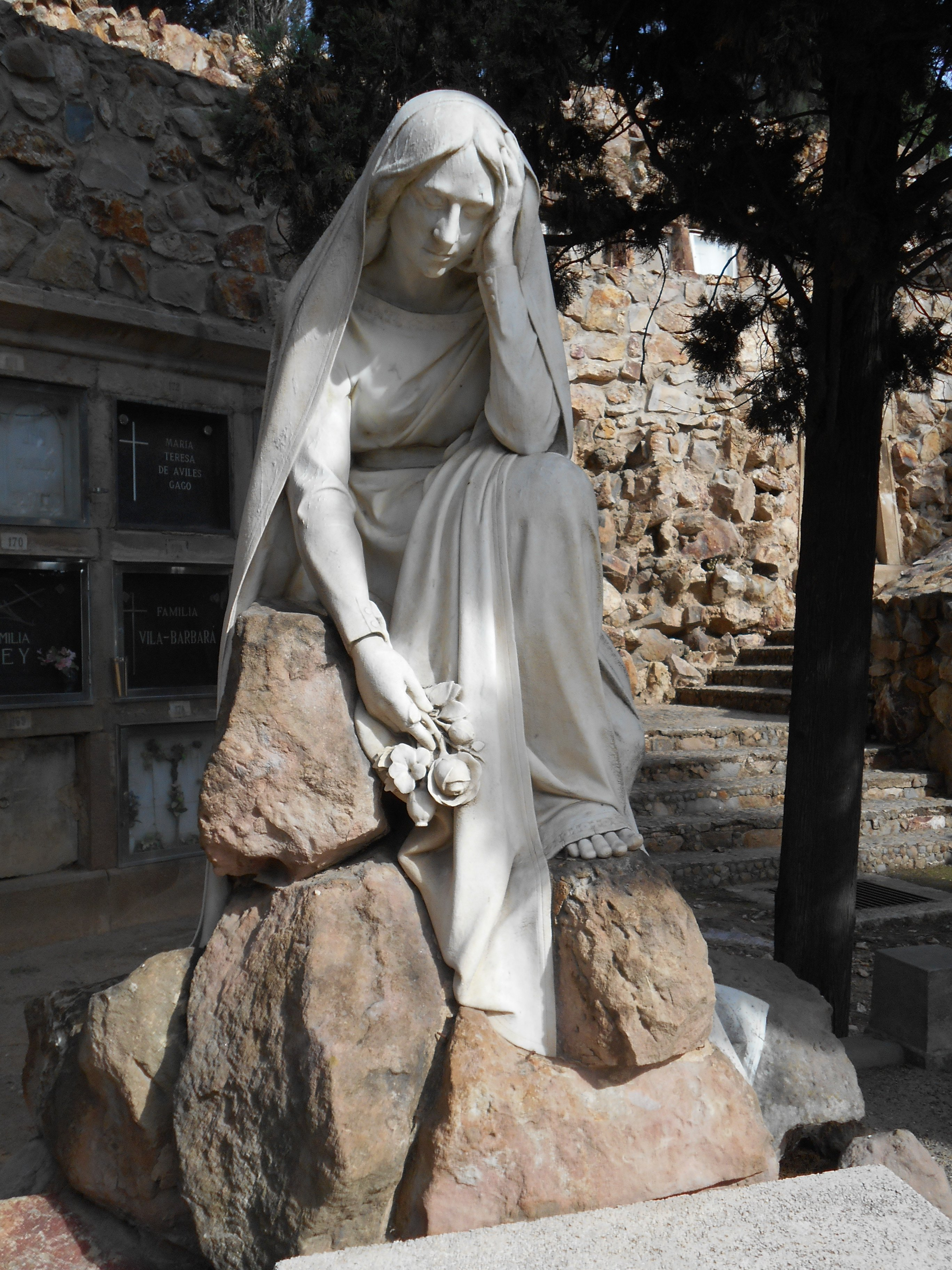
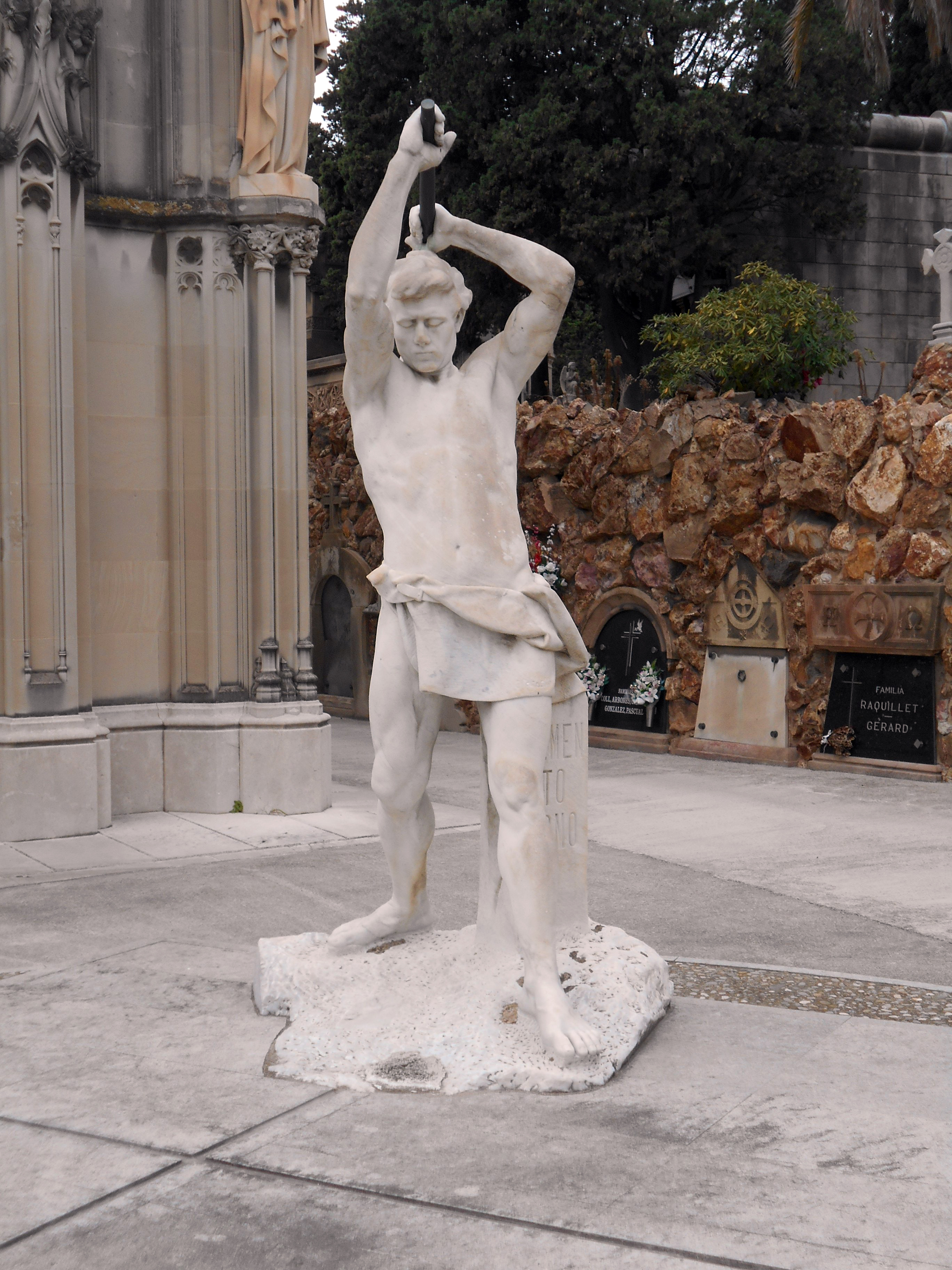
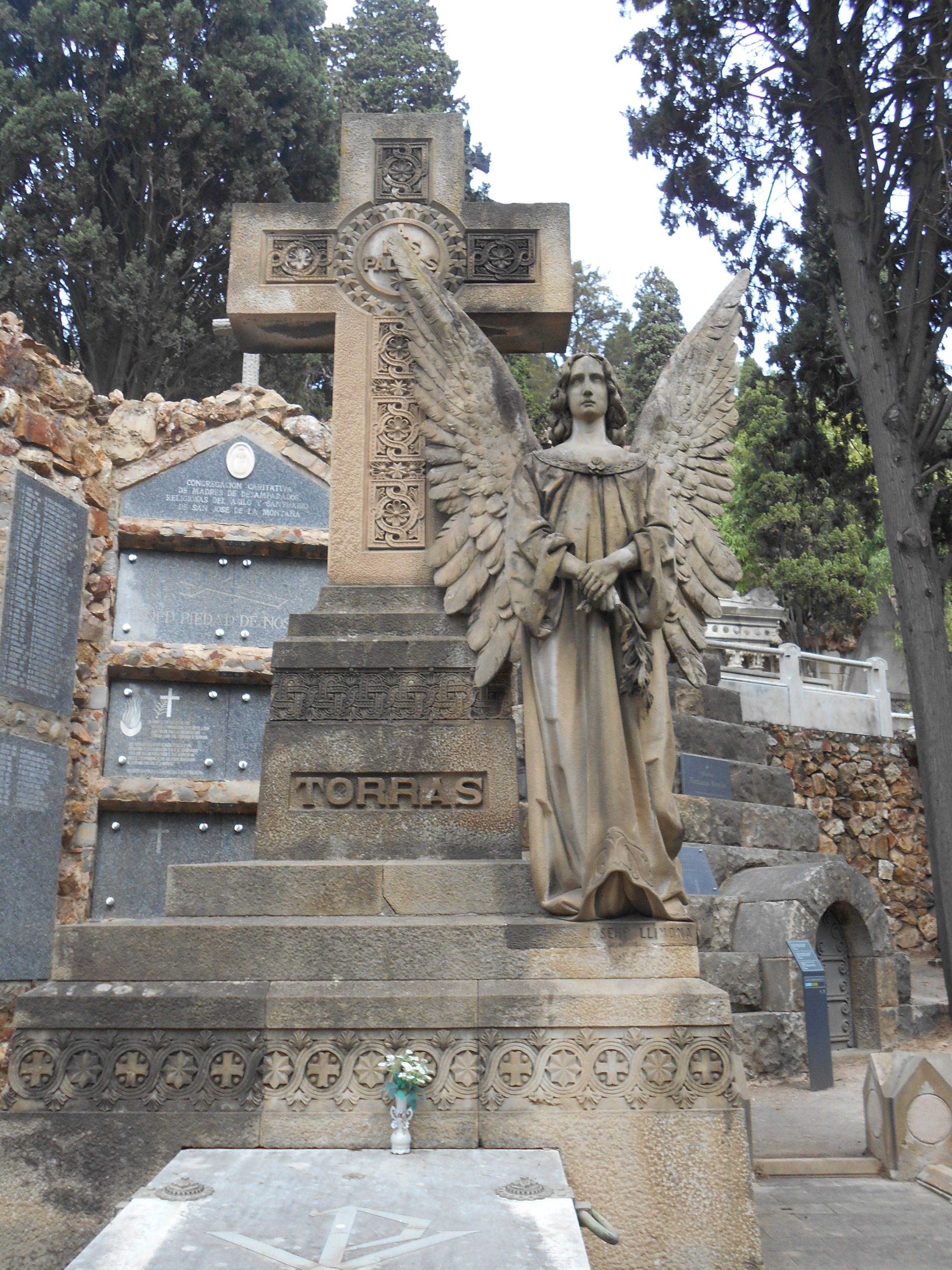
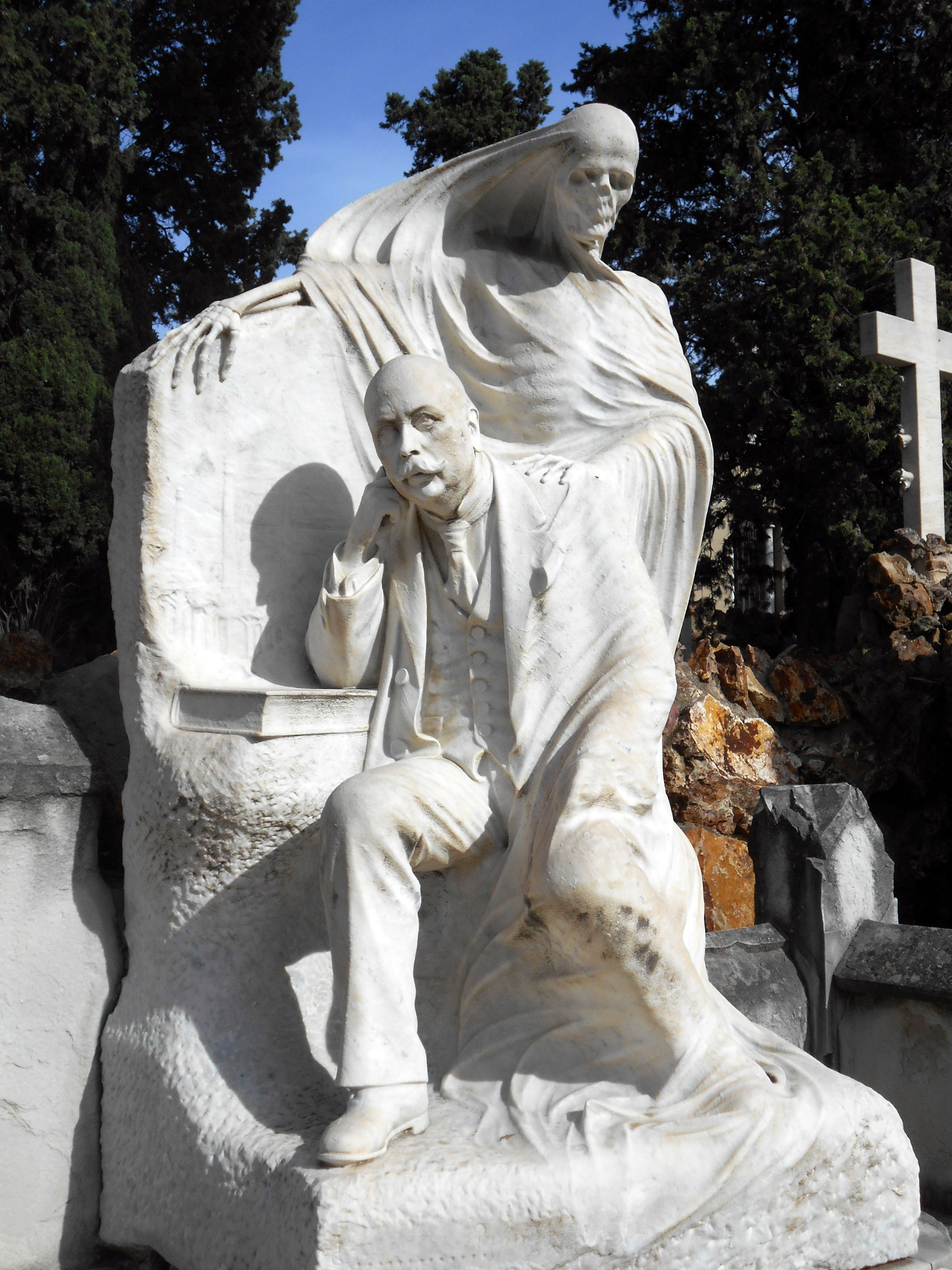
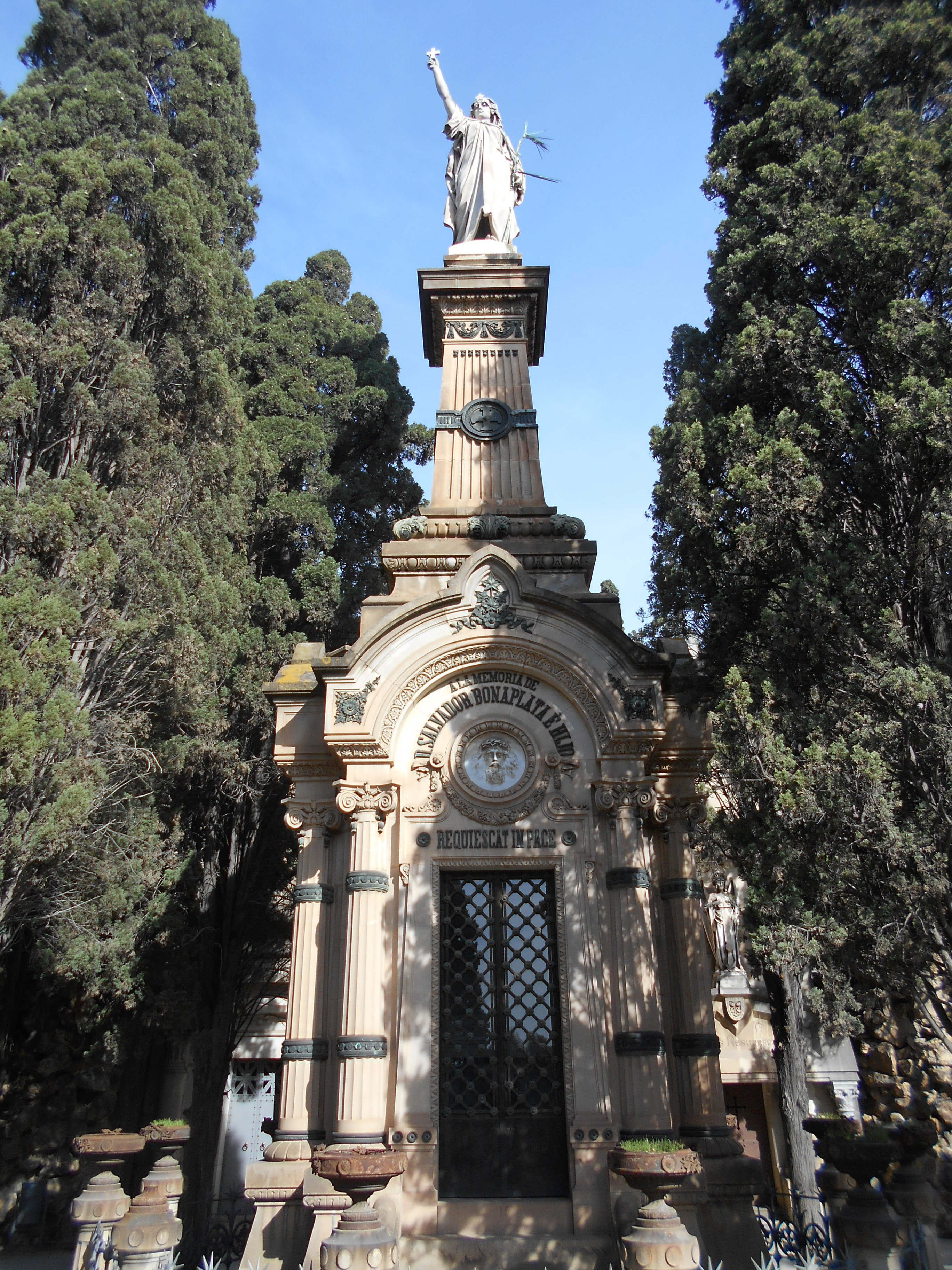

## Відомі поховання на Монжуїцькому цвинтарі
- Кармен Амая — іспанська танцюристка, співачка, акторка кіно, легендарна виконавиця танцю фламенко.
- Ісаак Альбеніс — композитор та піаніст.
- Франческа Бонемасьон — каталонська педагогиня і пропагандистка жіночої освіти в Каталонії.
- Жасін Бардаге — один з найвизначніших каталаномовних поетів періоду романтизму та «Ранашє́нси».
- Франсеск Камбо-і-Батле — каталонський політик-консерватор, засновник і лідер автонамістської партії «Lliga Regionalista».
- Жоан Гампер — засновник футбольного клубу «Барселона», її гравець, капітан і президент (1908—1909, 1910—1913, 1917—1919, 1921—1923 і 1924—1925).
- Буенавентура Дурруті — громадсько-політичний діяч Іспанії, ключова фігура анархістського руху до і в період громадянської війни.
- Вікторія де лос Анхелес — іспанська співачка (ліричне сопрано).
- Рамон Касас — художник і графік.
- Енрік Казановас — каталонський скульптор.
- Жузеп Клара — каталонський скульптор.
- Тереза Кларамунт — каталонська анархо-синдікалістка.
- Люїс Кумпаньш і Ховер — каталонський політичний та державний діяч.
- Жуан Курумінас — каталонський лінгвіст, який зробив значний внесок у вивчення каталанської, іспанської та інших романських мов.
- Шандор Кочиш — угорський футболіст на прізвисько «Золотоголовий», нападник збірної Угорщини першої половини 1950-х років.
- Хуан Антоніо Самаранч — спортивний функціонер, політичний та громадський діяч, підприємець. 7-й Президент МОК (1980—2001 рр.)
- Франсеск Масія — 122-й президент Каталонії, іспанський військовий діяч.
- Франсеск Хав'єр Бульто Маркес — каталонський бізнесмен, засновник Montesa Honda.
- Жуан Міро — каталонський художник, скульптор та графік. Один з найвідоміших митців-сюрреалістів.
- Анрік Прат-да-ла-Ріба — каталонський політичний і культурний діяч, один із засновників руху каталонських націоналістів наприкінці XIX століття, публіцист і теоретик каталанізму.
- Рікардо Самора — футболіст і тренер. Воротар, грав за «Еспаньйол», «Барселону», «Реал» (Мадрид) і французьку «Ніццу».
- Ільдефонс Серда — прогресивний каталонський містобудівник, який проектував розширення Барселони.
- Франсеск Ферер — іспанський анархіст.